# Skills in Pills
Skills In Pills (en español, Habilidades en píldoras) es el primer álbum de estudio de Lindemann, proyecto musical compuesto por Till Lindemann y Peter Tägtgren. El álbum salió a la venta el 19 de junio en Alemania y el 22 de junio de 2015 a nivel mundial a través de Warner Music. A diferencia de Rammstein, Lindemann canta todas las canciones en inglés en lugar de su alemán nativo. Alcanzó múltiples puestos en las listas de ventas en varios países y logró disco de oro en Alemania por la venta de más de 100.000 copias.
El álbum estará disponible en varias ediciones diferentes, que son Estándar, Digital, Especial, Super lujo, y Vinilo. Los tres últimos con una pista extra, mientras que la edición de super lujo también vendrá con un libro de tapa dura de 80 páginas.

## Lista de canciones
| N.º | Título                          | Traducción              | Duración |  |
| 1.  | «Skills In Pills»               | Habilidades en píldoras | 4:13     |  |
| 2.  | «Ladyboy»                       | Travesti                | 3:20     |  |
| 3.  | «Fat»                           | Gorda                   | 4:12     |  |
| 4.  | «Fish On»                       | A la pesca              | 4:12     |  |
| 5.  | «Children Of The Sun»           | Hijos del sol           | 3:40     |  |
| 6.  | «Home Sweet Home»               | Hogar dulce hogar       | 3:45     |  |
| 7.  | «Cowboy»                        | Vaquero                 | 3:11     |  |
| 8.  | «Golden Shower»                 | Ducha dorada            | 4:24     |  |
| 9.  | «Yukon»                         | Yukón                   | 4:45     |  |
| 10. | «Praise Abort»                  | Alabar al aborto        | 4:44     |  |
| 11. | «That's My Heart (Bonus Track)» | Ese es mi corazón       | 4:35     |  |

## Listas de ventas
| Lista (2015)                       | Mejor posición |
| ---------------------------------- | -------------- |
| Alemania                           | 1              |
| Finlandia                          | 1              |
| Suiza                              | 2              |
| Hungría                            | 2              |
| Estados Unidos (Hard Rock Álbumes) | 2              |
| Austria                            | 3              |
| Países Bajos                       | 6              |
| Noruega                            | 9              |
| Dinamarca                          | 10             |
| Canadá                             | 15             |
| Bélgica                            | 17             |
| Australia                          | 17             |
| Portugal                           | 18             |
| Estados Unidos (Rock Álbumes)      | 18             |
| Nueva Zelanda                      | 23             |
| Suecia                             | 23             |
| Escocia                            | 28             |
| España                             | 28             |
| Polonia                            | 31             |
| Italia                             | 33             |
| Reino Unido                        | 35             |
| Corea del Sur                      | 36             |
| Estados Unidos (Billboard 200)     | 144            |

## Créditos y personal
Skills In Pills (Información)
- Voz - Till Lindemann
- Composición musical - Peter Tägtgren (Todas las pistas). Till Lindemann, Clemens Wijers y Peter Tägtgren (Pista: 11)
- Letras - Till Lindemann
- Mezcla - Peter Tägtgren (Pistas: 4, 8 y 11) y Stefan Glaumann (Pistas: 1, 2, 3, 5, 6, 7, 9, 10)
- Instrumentos - Peter Tágtgren, arreglos de orquesta
- Tratamiento de orquesta - Clemens Wijers
- Banjo - Jonas Kjellgren (Pista: 7)
- Coros - Pärlby Choir
- Voces adicionales - Clemens Wijers (Pista: 11)
- Productor musical - Peter Tägtgren
- Post-producción - Jacob Hellner
- Post-producción de edición - Tom van Heesch
- Consultante legal - Boris Schade
- Administración - Stefan Mehnert (Birgit Fordyce, Rammstein GbR)
- Grabación de batería - Jonas Kjellgren
- Máster de grabación - Svante Forsbäck
- Diseño gráfico - Rocket & Wink
- Fotografía - Stefan Heilemann (Heilemania)